# 바르도 퇴돌

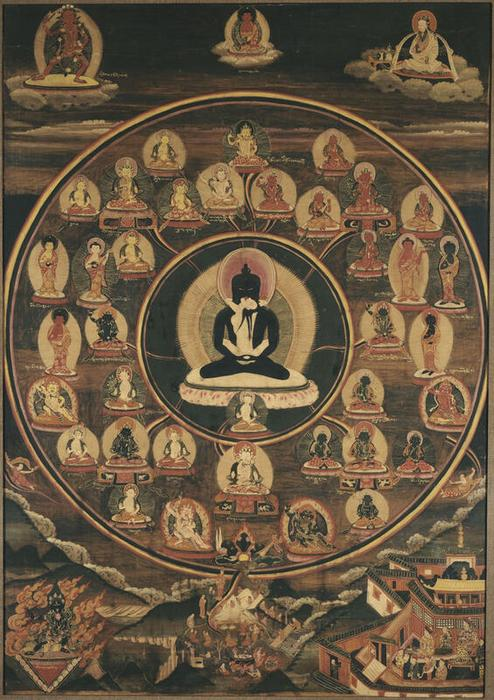

바르도 퇴돌(티베트어: བར་དོ་ཐོས་གྲོལ, 와일리 표기법: bar do thos grol)은 티베트 불교 닝마파의 경전이다.
파드마삼바바가 저술해 제자가 산중에 묻어 숨긴 것을 후대에 테르톤 업 림프액이 발굴한 매장교법(테르마) 《사프츄우 시트 곤파 란돌(적정·분노백존을 명상 하는 것에 의한 스스로의 해탈)(Tibetan: ཟབ་ཆོས་ཞི་ཁྲོ་དགོངས་པ་རང་གྲོལ)》에 포함되어 있는 《바르드 트 달러 첸모(중유에 대해 청문 하는 것에 의한 해탈)(Tibetan: བར་དོ་ཐོས་གྲོལ་ཆེན་མོ་)》라는 문구를 가리킨다.

## 제목
티벳 사람들은 흔히 이 책을 <중간계에서 듣고 이해함으로써 그 자리에서 해탈에 이르게 하는 위대한 책(Bardo thos grol chen mo)>이라고 부른다. 그리고 이 책은 <자애로운 모습과 무서운 모습의 붓다와 보살들에 대한 명상을 통해 그 자리에서 해탈에 이르게 하는 근본 가르침>이라는 방대한 문헌의 일부이다.

## 번역
월터 에바스베트 (en:Walter Evans-Wentz) 에 의해 "Tibetan Book of the Dead"라는 타이틀로 영역되어 세계적인 베스트셀러가 되어, 일본에서도 일반적으로 《티베트 사자의 서》로서 알려져 있다. 《사프츄우 시트 곤파 란돌》은 닌마파에서는 마하요가와 분류되는 무상 요가탄트라의 발생하는 대로의 수행 법 체계이지만, 이 《바르드 트에 달러 첸모》라고 불리는 부분은 임종에 임하여 라마에 의해서 《독경》으로서 읽혀지는 실용적인 경전이기도 하다.
이 외, 중유(中有, 바르도 (불교))의 프로세스를 해설한 게르크파의 논서 《쿠슴남샤》가 《게르크파판 사자의 서》로서 번역·출판되고 있다.

## 같이 보기
- 바르도 (불교) - 중유(中有)